# Armand Gaétan Razafindratandra
Armand Gaétan Razafindratandra (Ambohimalaza, 7 agosto 1925 – Mahajanga, 9 gennaio 2010) è stato un cardinale e arcivescovo cattolico malgascio.

## Biografia
Figlio di Paul e Joséphine Rasoanoro, è nato in un'antica e grande famiglia malgascia, divenuta ben presto cristiana. Suo nonno era governatore della capitale Antananarivo.
Ha compiuto gli studi primari e secondari presso la scuola parrocchiale di Faravohitra, presso i Fratelli delle Scuole Cristiane di Andohalo; nel Seminario Minore di Ambohipo e infine presso il Collegio Saint-Michel tenuto dai Padri Gesuiti, conseguendo il diploma. Ha seguito quindi due anni di filosofia canonica presso il Seminario Maggiore di Ambatoroka, tre anni di corso ancora presso il Collegio Saint-Michel, per tornare poi ad Ambatoroka per studiare teologia canonica.
Dopo l'ordinazione sacerdotale il 27 luglio 1954, monsignor Sartre l'ha inviato all'Istituto Cattolico di Parigi, per degli studi presso l'Istituto di Pastorale Catechetica e l'Istituto di Studi Sociali di fronte alla Cappellania degli Studenti malgasci.
Rientrato in Madagascar nel 1956, è diventato Direttore dell'Insegnamento Catechetico: suoi i manuali elaborati per tutte le classi a partire dalla 12ª. Contemporaneamente si è occupato della direzione spirituale delle scuole pubbliche e delle scuole private non confessionali: quaranta ore alla settimana, essendo allo stesso tempo Vicario presso la Cattedrale.
In seguito è diventato parroco a Ambohimitsimbina e vice-curato a Ambavahadimitafo. In questo periodo, organizzando intrattenimenti per i bambini delle famiglie bisognose nelle colonie estive, gestite da giovani volontari, ha potuto esprimere tutta la sua capacità di animazione. Per dieci anni è stato Direttore del Centro Nazionale di Formazione Catechetica, appena fondato. La sua esperienza si è arricchita poi con un rettorato presso il Seminario Minore di Faliarivo e con la carica di Direttore nel Seminario Maggiore di Ambatoroka.
Nominato Vescovo di Mahajanga il 27 aprile 1978, ha ricevuto l'ordinazione episcopale il 2 luglio successivo. In questo periodo, annunciando il Vangelo in tutte le parrocchie del territorio, le ha raggiunte quasi sempre a piedi, e spesso per la prima volta. Complessivamente la diocesi occupa circa 107 000 chilometri quadrati.
È stato tra i fondatori della Commissione Ecumenica di Teologia, a cui è affidata l'elaborazione dello statuto del Consiglio delle Chiese Cristiane, movimento che ha svolto un ruolo particolarmente importante nell'evoluzione democratica del Madagascar a partire dal 1989.
Nominato il 3 febbraio 1994 arcivescovo di Antananarivo, ha preso possesso della nuova sede il 15 maggio successivo. È rientrato così nella sua diocesi di origine mettendosi a servizio della gente con grande premura e lavorando a ritmi serrati. Fu nominato cardinale da papa Giovanni Paolo II nel concistoro del 26 novembre 1994.
Dal 1997 al dicembre 2002 è stato presidente della Conferenza episcopale del Madagascar.
Dal 7 dicembre 2005 è arcivescovo emerito di Antananarivo.
È deceduto a Mahajanga il 9 gennaio 2010 all'età di 84 anni. È sepolto nella cripta della cattedrale di Antananarivo.

## Genealogia episcopale e successione apostolica
La genealogia episcopale è:
- Cardinale Scipione Rebiba
- Cardinale Giulio Antonio Santori
- Cardinale Girolamo Bernerio, O.P.
- Arcivescovo Galeazzo Sanvitale
- Cardinale Ludovico Ludovisi
- Cardinale Luigi Caetani
- Cardinale Ulderico Carpegna
- Cardinale Paluzzo Paluzzi Altieri degli Albertoni
- Papa Benedetto XIII
- Papa Benedetto XIV
- Papa Clemente XIII
- Cardinale Giovanni Carlo Boschi
- Cardinale Bartolomeo Pacca
- Papa Gregorio XVI
- Cardinale Castruccio Castracane degli Antelminelli
- Cardinale Paul Cullen
- Arcivescovo Joseph Dixon
- Arcivescovo Daniel McGettigan
- Cardinale Michael Logue
- Cardinale Patrick Joseph O'Donnell
- Vescovo John Gerald Neville, C.S.Sp.
- Vescovo Auguste Julien Pierre Fortineau, C.S.Sp.
- Arcivescovo Xavier Ferdinand Thoyer, S.I.
- Arcivescovo Gilbert Ramanantoanina, S.I.
- Cardinale Victor Razafimahatratra, S.I.
- Cardinale Armand Gaétan Razafindratandra

La successione apostolica è:
- Vescovo Armand Toasy (1984)
- Vescovo Joseph Ignace Randrianasolo (1998)
- Vescovo Raymond Razakarinvony (1998)
- Vescovo Jean-Paul Randriamanana (1999)
- Arcivescovo Gustavo Bombín Espino, O.SS.T. (2004)
- Vescovo Roger Victor Rakotondrajao (2008)
- Vescovo Georges Varkey Puthiyakulangara, M.E.P. (2009)